# Pax Nicephori
Pax Nicephori (Paz de Nicéforo, em latim) é o tratado de paz de 803, precariamente firmado entre o imperador franco Carlos Magno e Nicéforo I, o Logóteta, o imperador bizantino, bem como o resultado das negociações que ocorreram entre as duas potências, mas realizadas pelos imperadores seguintes entre 811 e 814. O conjunto todo de negociações, abrangendo o período entre 802 e 815, também tem sido chamado assim. Pelos seus termos, após diversos anos de trocas diplomáticas, os representantes do imperador bizantino reconheceram a autoridade no ocidente de Carlos Magno e oriente e ocidente negociaram suas fronteiras no Adriático.

## Negociações fracassadas de 803
No Natal de 800, o papa Leão III corou Carlos Magno como Imperator Romanorum ("Imperador dos Romanos") na Basílica de São Pedro, em Roma. Nicéforo I e Carlos Magno tentaram resolver a questão das fronteiras imperiais em 803 e um primeiro tratado chegou a ser preparado e enviado para oriente neste mesmo ano pelos francos, que já haviam iniciado conversas com a imperatriz Irene. O texto porém, jamais foi ratificado por Nicéforo, conforme atestam explicitamente os Anais Reais Francos e um documento de Carlos Magno. Os francos já haviam subjugado a Marca da Ístria e, após derrotarem o Grão-Canato Avar, reivindicaram a rica planície panônia e a costa da Dalmácia; após estes eventos, a Croácia Dálmata, localizada onde era nominalmente a Dalmácia Bizantina, aceitou pacificamente uma suserania franca limitada.

## Conversas seguintes entre 803 e 806
Embora Nicéforo tenha sempre se recusado a reconhecer o título imperial de Carlos Magno, enviados do oriente e do ocidente firmaram tratados as possessões em disputa no território da Itália, nomeadamente, as províncias de Venécia e a Croácia Dálmata, durante a primeira década do século IX. Estes parecem ter sido vantajosos para os venezianos e garantiram aos bizantinos a soberania sobre eles.

## Guerra e paz, 806 – 814
Uma mudança temporária na lealdade dos venezianos em relação aos francos resultaram num conflito semi-permanente no Adriático, interrompido apenas por uma trégua em 807-808. Após a invasão do filho de Carlos Magno e rei da Itália, Pepino, na região da Dalmácia a tensão aumentou entre os dois impérios. A instabilidade política e militar, porém, durou apenas até a morte do rei em julho de 810, quando um novo tratado passou a ser discutido entre Carlos Magno, temporariamente governando a Itália, e Nicéforo. Assim, o termo Pax Nicephori pode ser justamente aplicado a este segundo período de atividade diplomática. Porém, Miguel I Rangabe apenas reconheceu o título de "imperador" de Carlos Magno, reservando para si o título de "imperador dos romanos" e, por isso, o tratado não foi definitivamente ratificado por quatro anos. Somente após a morte de Miguel e de Carlos Magno, Luís, o Piedoso, e Leão V, o Armênio finalmente o fizeram.
A paz de Aachen de 812 confirmou a Croácia Dálmata, com exceção das cidades e ilhas bizantinas, como domínio dos francos.

## Estados-tampão
A crença comum de que as negociações entre os francos e os bizantinos que se realizaram no início do século fizeram de Veneza um 'estado independente' é baseada apenas no testemunho tardio, alusivo e enviesado de cronistas venezianos como João, o Diácono e Andrea Dandolo, permanecendo até hoje altamente questionável.